# Арнсберг
А́рнсберг (нім. Arnsberg) — місто в Німеччині, земля Північний Рейн-Вестфалія.
Підпорядкований адміністративному округу Арнсберг. Входить до складу району Гохзауерланд. Населення становить 75288 чоловік (на 31 грудня 2008 року). Займає площу 193,39 км².
Місто підрозділяється на 15 міських районів.

## Історія
Перша писемна згадка про Арнсберг датується 789 роком у Каролінзьких записах (Урбаріум) як частина абатства Верден. В XI ст. графами з Верлю був збудований Арсберзький замок, який було повністю знищено 1769 року під час Семирічної війни.
У ХІІ ст. Арнсберг перебував під юрисдикцією Вестфалії. У 1816 році місто перейшло під владу Пруссії й отримало статус адміністративного центру.

## Адміністративний поділ
Арнсберг складається з 15 міських районів (дані про чисельність населення станом на 31 грудня 2010):
- Негайм (22 935 осіб)
- Арнсберг (18 840 осіб)
- Гюстен (10 763 осіб)
- Офентроп (6 493 осіб)
- Гердрінген (3 937 осіб)
- Брухгаузен (3 296 осіб)
- Мюшеде (2 798 осіб)
- Фоссвінкель (2 495 осіб)
- Нідераймер (1 958 осіб)
- Гольцен (2 007 осіб)
- Румбек (1 211 осіб)
- Веннігло (990 осіб)
- Бахум (915 осіб)
- Брайтенбрух (204 осіб)
- Уентроп (340 осіб)

## Міста-партнери
•  Олесно, Польща

•  Алба-Юлія, Румунія

•  Девентер, Нідерланди

•  Фо-сюр-Мер, Франція

## Відомі люди
- Карл Людвиг фон Арнесберг (1803-1878) - юрист, політичний діяч та педагог
- Вільгельм Газенклевер (1834-1889) - поет і політичний діяч
- Франц Шток (1904-1948) - римо-католицький священик, в'язень концентраційних таборів
- Едуард Штакемайєр (1904–1970) - професор фундаментальної теології
- Мартін Блюме (*1956) - композитор, джазовий виконавець

## Фотографії

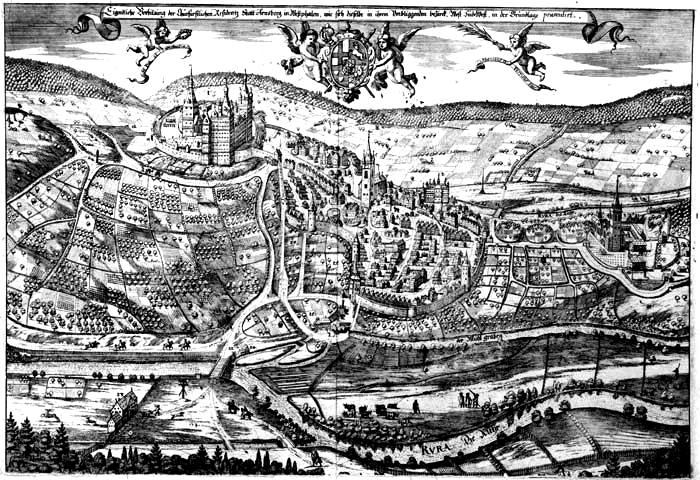
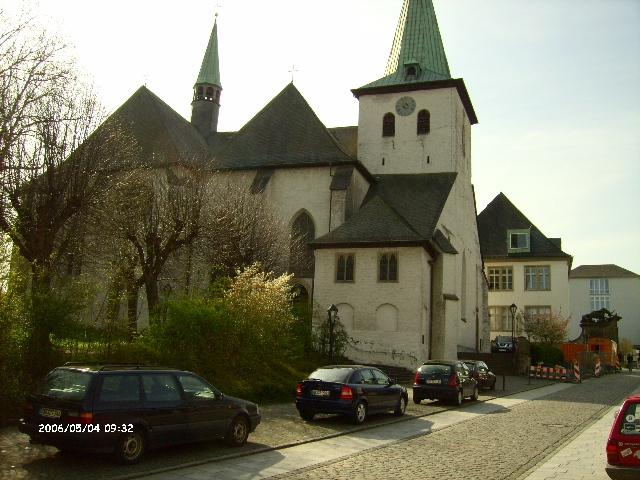
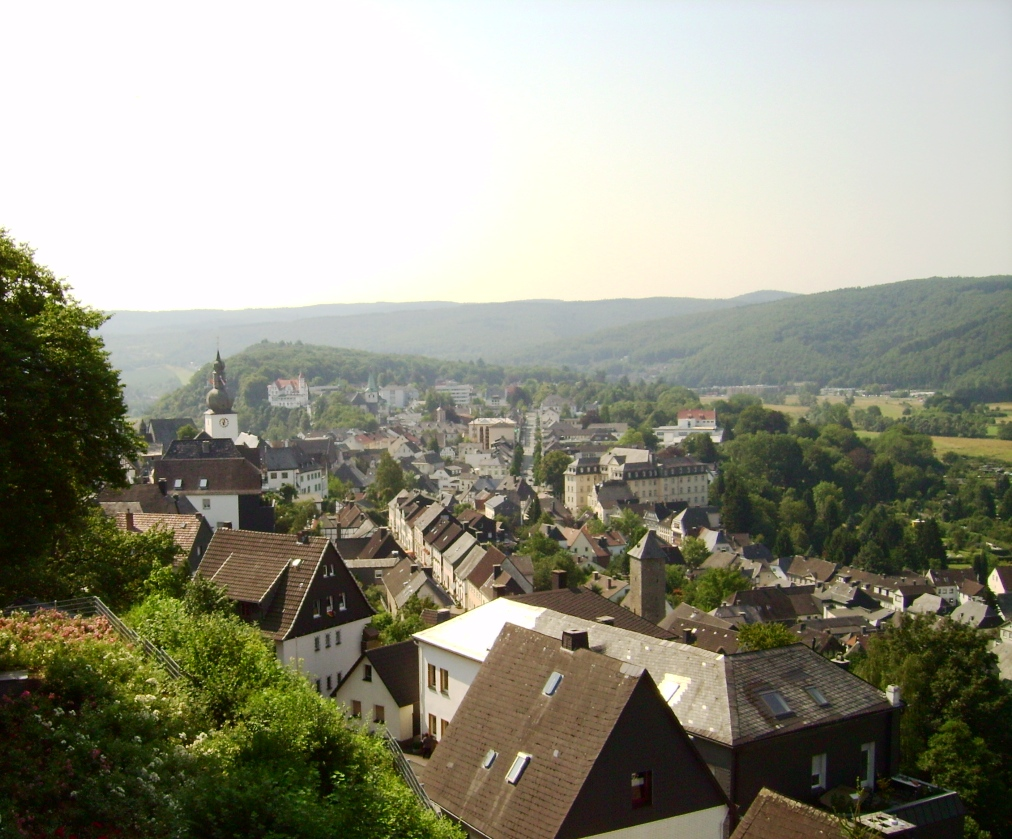
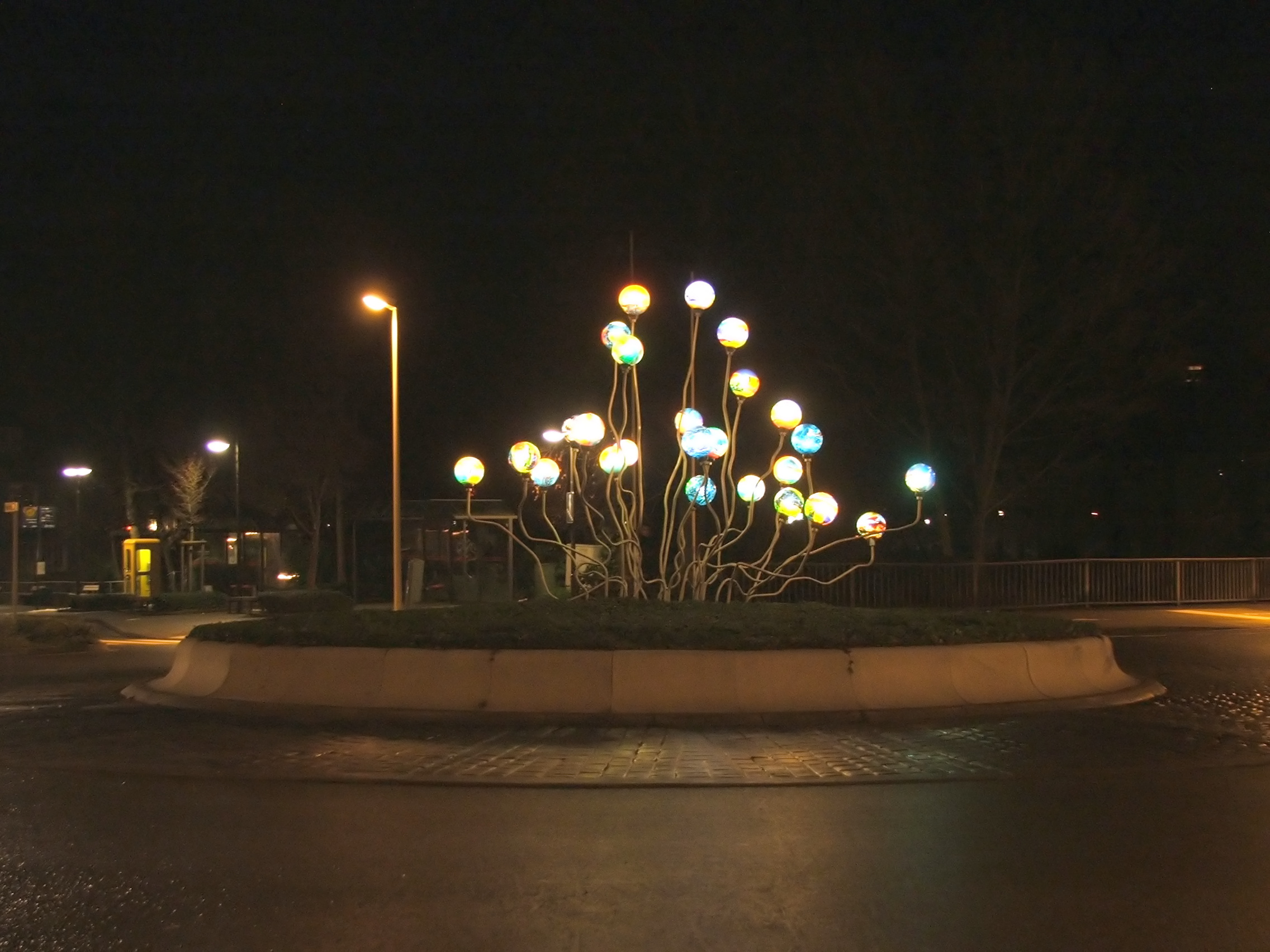
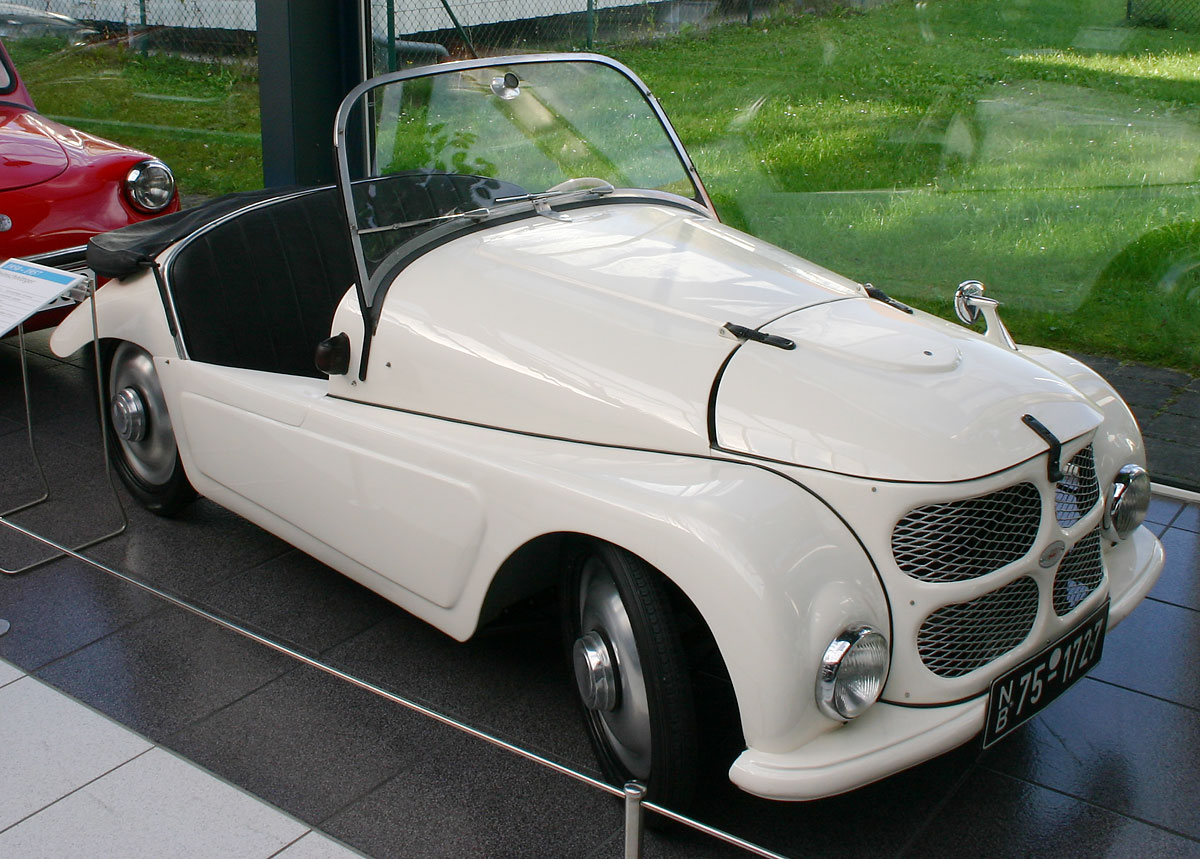
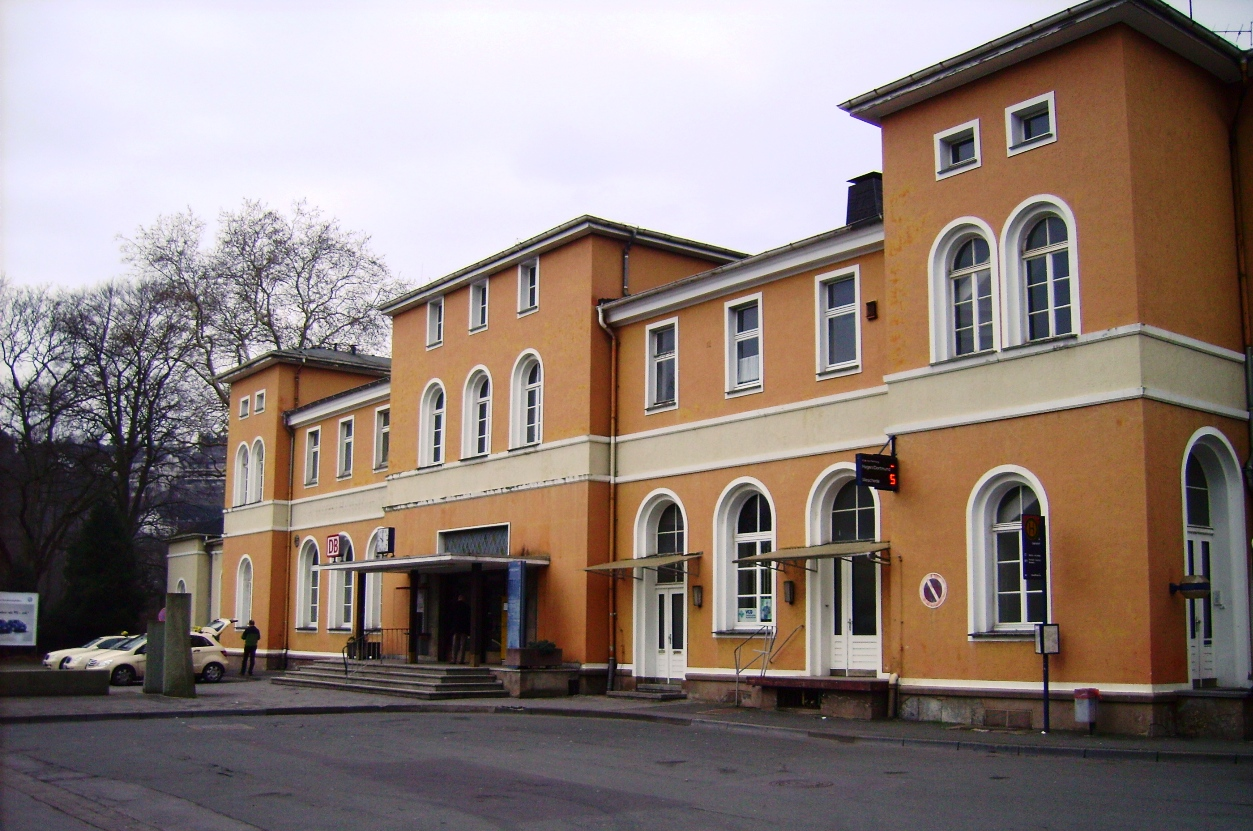
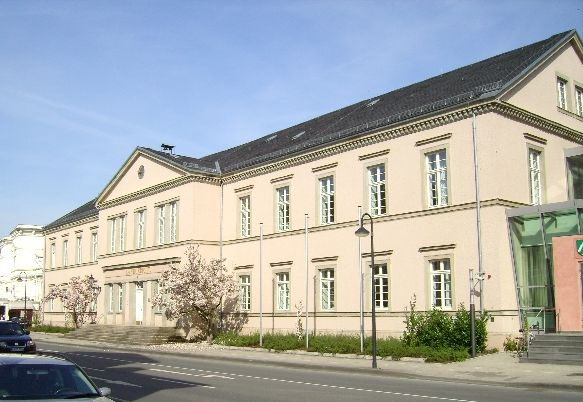
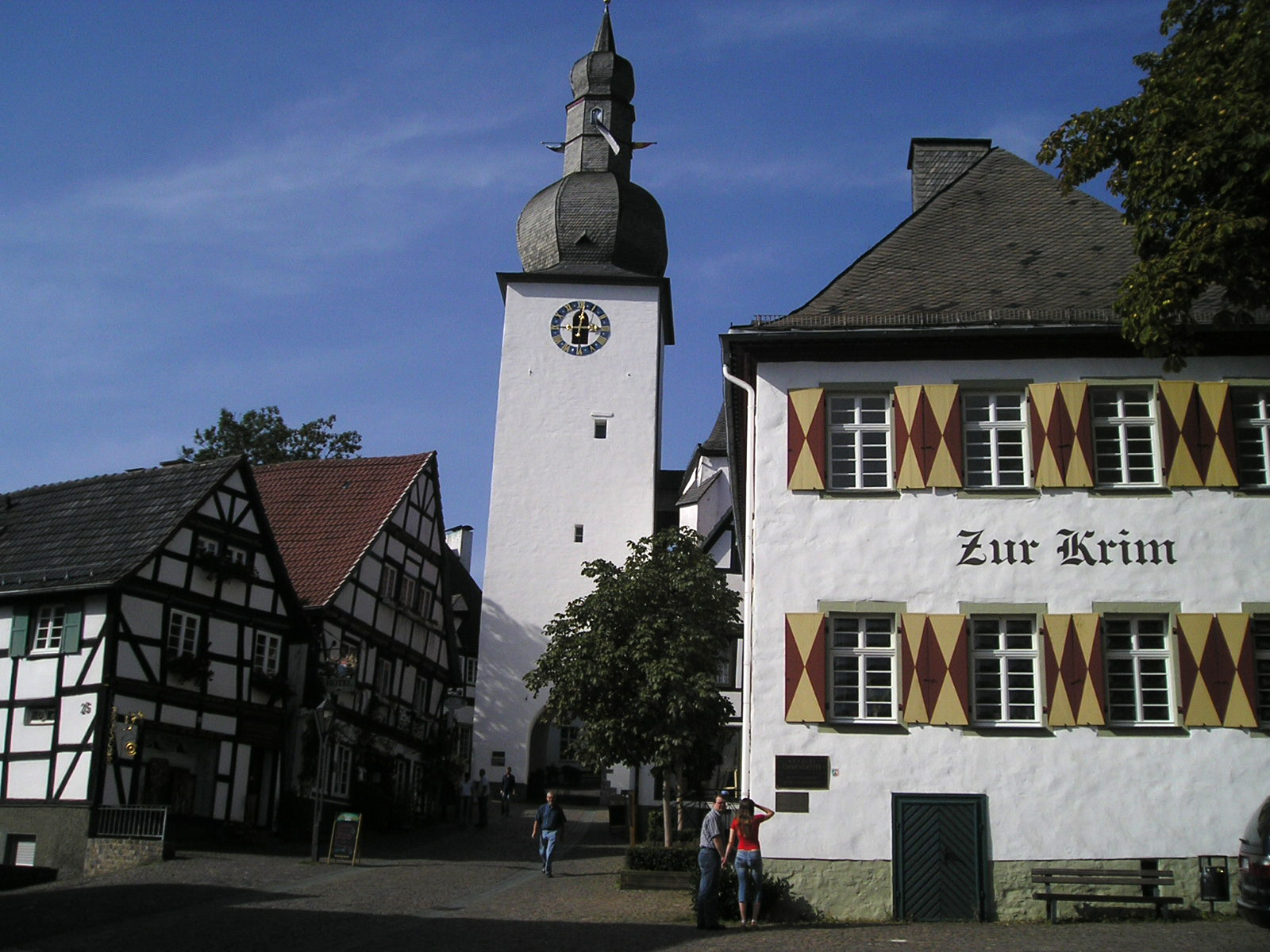
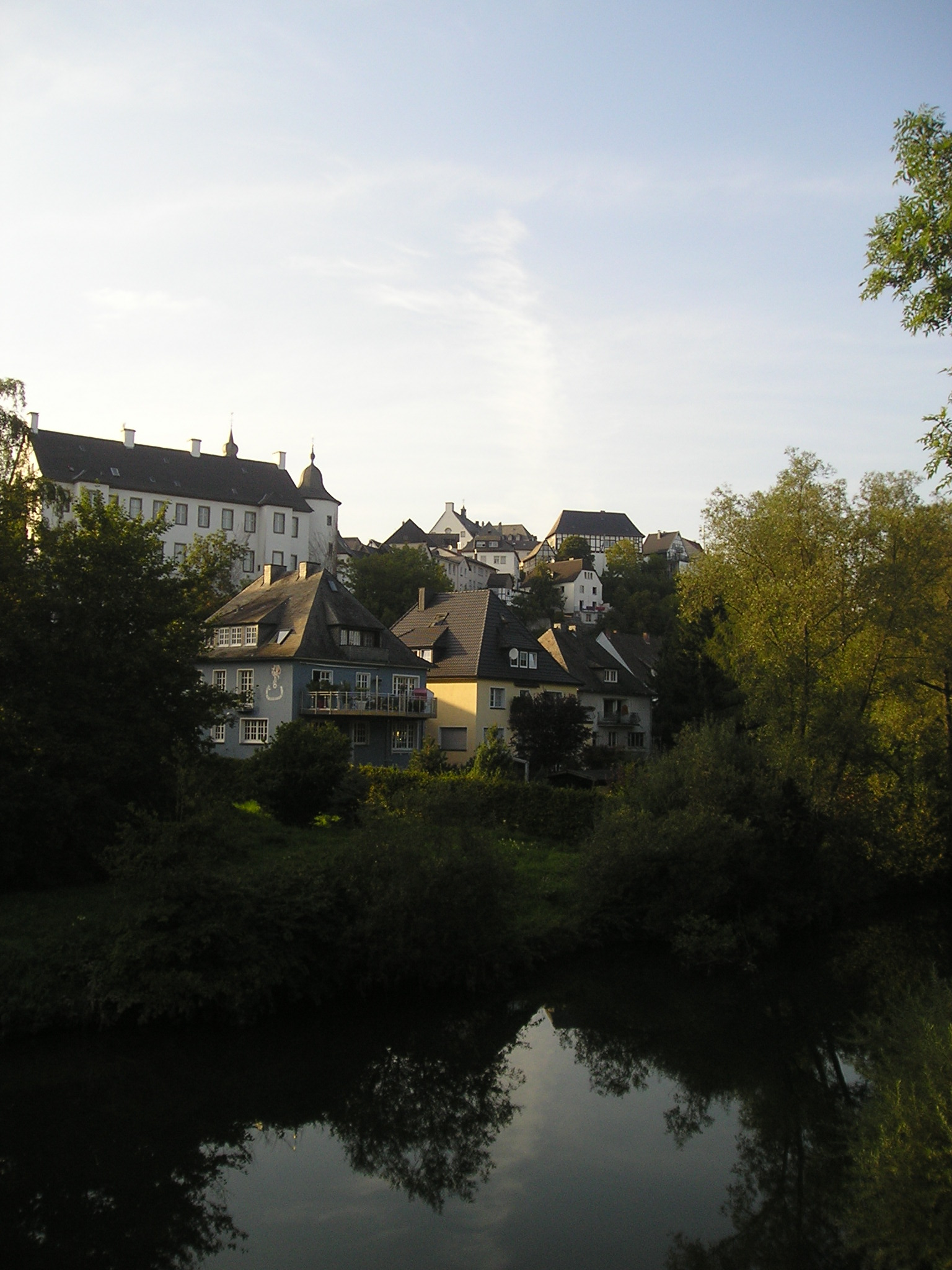
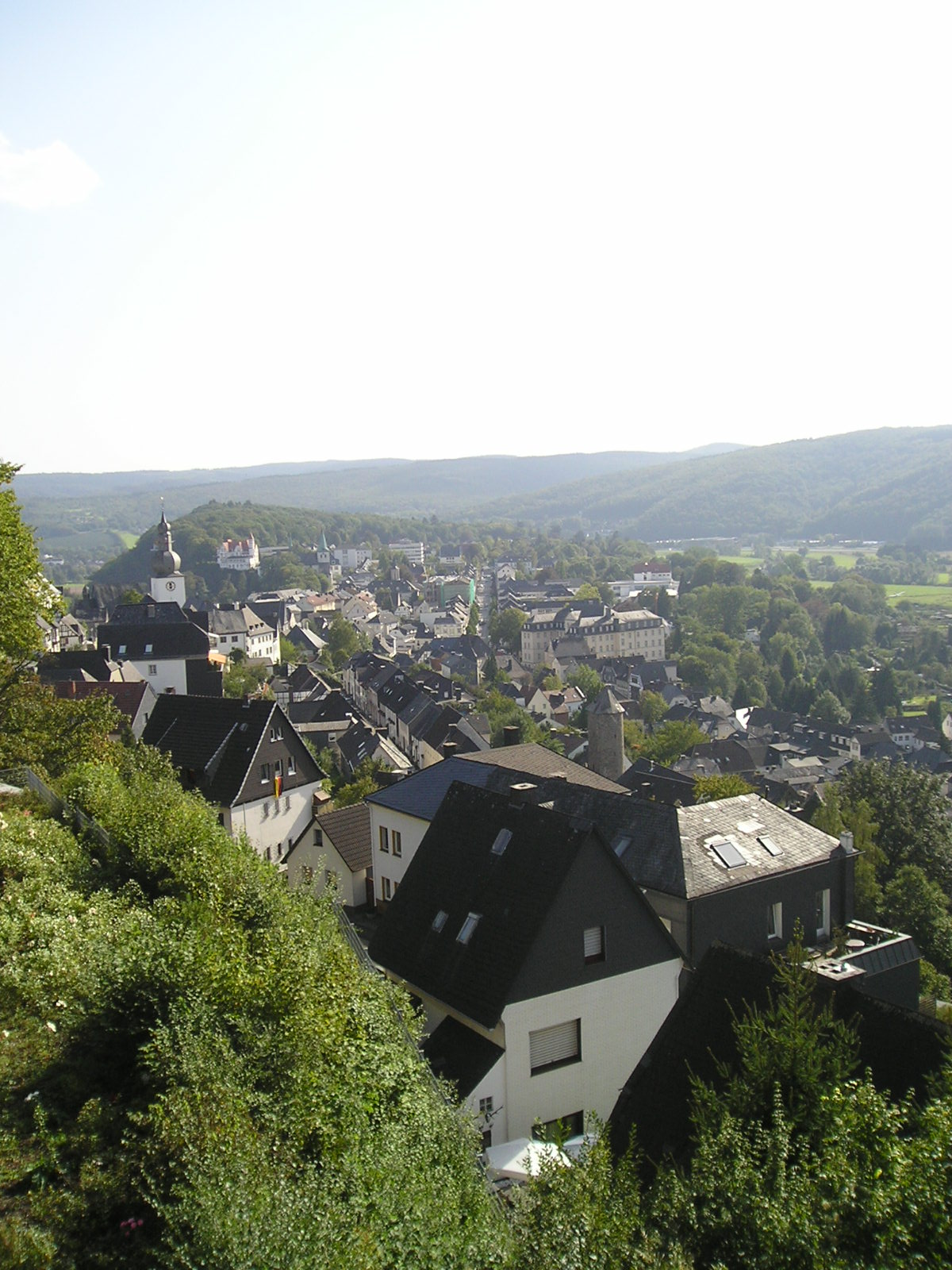

| Німеччина | Це незавершена стаття з географії Німеччини. Ви можете допомогти проєкту, виправивши або дописавши її. |